# 産業通商資源部
産業通商資源部（さんぎょうつうしょうしげんぶ、Ministry of Trade, Industry and Energy (South Korea)、MOTIE）は、 大韓民国の国家行政機関。産業通商資源部の長を産業通商資源部長官と称し、国務委員が任命される。日本の経済産業省に相当する。

## 歴史
- 1948年11月4日 - 商工部が設置される。
- 1977年12月16日 - 動力資源部が設置される。
- 1993年3月6日 - 商工部と動力資源部を統合して、商工資源部が発足。
- 1996年2月9日 - 商工資源部を通商産業部に名称変更。
- 1998年2月28日 - 通商産業部を産業資源部に名称変更。
- 2008年2月29日 - 科学技術部及び情報通信部の一部機能を統合して、知識経済部に改編。
- 2013年3月23日 - 外交通商部から通商機能を編入して産業通商資源部に改編
- 2017年7月26日 - 中小企業庁が中小ベンチャー企業部に昇格。

## 役割
商業・貿易・工業、外国人投資、産業技術研究開発政策、エネルギー・地下資源に関する事務を管掌する。
通商交渉本部は、2018年に「新通商戦略」を策定。今後の輸出市場の多角化、環太平洋パートナーシップ協定への参加、デジタル通商戦略などを通じ、2022年までに年間輸出額で日本を上回る7900億ドル規模に拡大させる内容。

## 組織
2019年5月1日現在。

### 幹部
- 長官
  - 代弁人
    - 広報担当官

  - 監査官
    - 監査担当官

  - 長官政策補佐官（3名）
- 次官
  - 企画調整室長
    - 政策企画官
      - 企画財政担当官
      - 革新行政担当官
      - 規制改革法務担当官
      - 情報管理担当官
      - 情報保護担当官

    - 非常安全企画官
      - 産業災難担当官
- 通商交渉本部長
- 通商次官補

### 下部組織
| - 運営支援課 - 産業政策室 - 産業政策官 - 産業政策課 - 産業働き口革新課 - 産業環境課 - 素材部品産業政策官 - 素材部品総括課 - 半導体ディスプレイ課 - 繊維化学炭素課 - 鉄鋼セラミック課 - 製造産業政策官 - 機械ロボット課 - 自動車航空課 - 造船海洋プラント課 - 電子電器課 - バイオ融合産業課 - 産業革新成長室 - 産業技術融合政策官 - 産業技術政策課 - 産業技術開発課 - 産業技術市場革新課 - エンジニアリングデザイン課 - 規制サンドボックスチーム - 地域経済政策官 - 地域経済総括課 - 地域経済振興課 - 立地総括課 - 中堅企業政策官 - 中堅企業政策課 - 中堅企業革新課 - 流通物流課 - エネルギー資源室 - エネルギー革新政策官 - エネルギー革新政策課 - エネルギー効率課 - 戦略産業課 - 戦略市場課 - 分散エネルギー課 - 資源産業政策官 - 資源安保政策課 - 石油産業課 - ガス産業課 - 石炭鉱物産業課 - エネルギー安全課 - 原電産業政策官 - 原電産業政策課 - 原電輸出振興課 - 原電環境課 - 新再生エネルギー政策団（2020年2月28日まで存続予定） - 新再生エネルギー政策課 - 再生エネルギー産業課 - 新エネルギー産業課 - エネルギー技術課 | 通商交渉本部 - 通商政策局 - 通商政策総括課 - デジタル経済通商課 - 米州通商課 - 欧州通商課 - 通商協力局 - 新北方通商総括課 - 東北ア通商課 - 新南方通商課 - 中東アフリカ通商課 - 通商交渉室 - 自由貿易協定政策官 - 自由貿易協定政策企画課 - 自由貿易協定協商総括課 - 自由貿易協定履行課 - 自由貿易協定交渉官 - 自由貿易協定商品課 - 自由貿易協定サービス投資課 - 自由貿易協定貿易規範課 - 東アジア自由貿易協定推進企画団（団長は自由貿易協定交渉官が兼任／2020年7月10日まで存続予定） - 東アジア自由貿易協定協商担当官 - 貿易投資室 - 貿易政策官 - 貿易政策課 - 貿易振興課 - 輸出入課 - 貿易安保課 - 投資政策官 - 投資政策課 - 投資誘致課 - 海外投資課 - 通商国内政策官 - 総括企画課 - 国内対策課 - 活用促進課 - 新通商秩序戦略室（2020年3月31まで存続予定） - 新通商秩序政策官 - 世界貿易機構課 - 多国間通商協力課 - 韓米自由貿易協定対策課 - 新通商秩序協力官 - 通商法務企画課 - 通商紛争対応課 - 広報疎通課 |

### 所属機関
- 国家技術標準院
- 経済自由区域企画団
- 鉱業登録事務所
- 自由貿易地域管理院（馬山、群山、大仏、東海、栗村、金堤、蔚山）
- 鉱山安全事務所（東部、中部、西部、南部）
- 電気委員会

### 外庁
- 特許庁

## 歴代長官
| 代             | 氏名           | 氏名           | 在任期間       | 在任期間       | 備考           |
| 代             | 漢字表記       | ハングル表記   | 着任           | 退任           | 備考           |
| 知識経済部長官 | 知識経済部長官 | 知識経済部長官 | 知識経済部長官 | 知識経済部長官 | 知識経済部長官 |
| -------------- | -------------- | -------------- | -------------- | -------------- | -------------- |
| 初             | 李允鎬         | 이윤호         | 2008年2月29日  | 2009年9月18日  | 李明博政権     |
| 2              | 崔炅煥         | 최경환         | 2009年9月19日  | 2011年1月26日  | 李明博政権     |
| 3              | 崔重卿         | 최중경         | 2011年1月27日  | 2011年11月16日 | 李明博政権     |
| 4              | 洪錫禹         | 홍석우         | 2011年11月17日 | 2013年3月11日  | 李明博政権     |
| 5              | 尹相直         | 윤상직         | 2013年3月11日  | 2013年3月23日  | 朴槿恵政権     |
| 産業通商資源部 |                |                |                |                |                |
| 初             | 尹相直         | 윤상직         | 2013年3月23日  | 2016年1月12日  | 朴槿恵政権     |
| 2              | 周亨煥         | 주형환         | 2016年1月13日  | 2017年7月21日  | 朴槿恵政権     |
| 3              | 白雲揆         | 백운규         | 2017年7月22日  | 2018年9月21日  | 文在寅政権     |
| 4              | 成允模         | 성윤모         | 2018年9月21日  | 2021年5月6日   | 文在寅政権     |
| 5              | 文勝煜         | 문승욱         | 2021年5月6日   | 2022年5月12日  | 文在寅政権     |
| 6              | 李昌洋         | 이창양         | 2022年5月12日  | 2023年9月20日  | 尹錫悦政権     |
| 7              | 方文圭         | 방문규         | 2023年9月20日  | 2024年1月4日   | 尹錫悦政権     |
| 8              | 安徳根         | 안덕근         | 2024年1月4日   | 2025年7月18日  | 尹錫悦政権     |
| 9              | 金正官         | 김정관         | 2025年7月18日  | 現職           | 李在明政権     |